# Vitor Reis
Vitor de Oliveira Nunes dos Reis (sinh ngày 12 tháng 1 năm 2006) là cầu thủ bóng đá chuyên nghiệp người Brasil hiện đang thi đấu ở vị trí trung vệ cho câu lạc bộ La Liga Girona, theo dạng cho mượn từ câu lạc bộ Manchester City tại Premier League.

## Sự nghiệp câu lạc bộ

### Palmeiras
Sinh ra tại Santana, São José dos Campos, thuộc tiểu bang São Paulo, Brasil, Reis bắt đầu sự nghiệp của mình tại Học viện R10 ở São José dos Campos, được điều hành bởi Robinho, trước khi gia nhập học viện của câu lạc bộ bóng đá Palmeiras vào năm 2016 lúc 10 tuổi.
Vào ngày 11 tháng 10 năm 2023, Reis được tờ báo Anh The Guardian vinh danh là một trong những cầu thủ sinh năm 2006 xuất sắc nhất trên toàn thế giới cùng với các đồng đội cũ tại Palmeiras là Endrick và Luis Guilherme. Anh đã chơi cho đội U20 tại Copa São Paulo de Futebol Júnior 2024 trước khi bắt đầu tập luyện với đội một vào tháng 5 năm đó.
Reis ra mắt đội một vào ngày 26 tháng 6 năm 2024 trong trận thua 3–0 trên sân khách trước Fortaleza khi vào sân thay Murilo Cerqueira trong hiệp hai. Anh ghi bàn thắng đầu tiên cho đội ngay tại lần đầu tiên ra sân trong sự nghiệp thi đấu chuyên nghiệp, khi ghi bàn thắng thứ hai cho đội trong chiến thắng 2–0 trên sân nhà trước đối thủ Corinthians vào ngày 1 tháng 7. Sau đó, anh đã khẳng định mình là cầu thủ đá chính và ghi thêm một bàn thắng nữa trong 22 lần ra sân trong năm.

### Manchester City
Vào ngày 21 tháng 1 năm 2025, Reis gia nhập câu lạc bộ Manchester City tại Premier League theo hợp đồng có thời hạn bốn năm rưỡi với mức giá 35 triệu euro.

## Sự nghiệp quốc tế
Reis đã đại diện cho Brasil cho đội tuyển U-16 khi góp mặt tại Giải đấu Montaigu 2022. Anh được triệu tập vào đội tuyển U-17 Brasil vào tháng 10 năm 2022 cho các trận giao hữu với U-17 Chile và U-17 Paraguay vào tháng 11 năm 2022.

## Thống kê sự nghiệp

### Câu lạc bộ
Tính đến 4 tháng 12 năm 2024
| Câu lạc bộ          | Mùa giải            | Giải vô địch        | Giải vô địch | Giải vô địch | Giải vô địch liên bang | Giải vô địch liên bang | Cúp quốc gia | Cúp quốc gia | Châu lục | Châu lục | Khác | Khác | Tổng cộng | Tổng cộng |
| Câu lạc bộ          | Mùa giải            | Hạng đấu            | Trận         | Bàn          | Trận                   | Bàn                    | Trận         | Bàn          | Trận     | Bàn      | Trận | Bàn  | Trận      | Bàn       |
| ------------------- | ------------------- | ------------------- | ------------ | ------------ | ---------------------- | ---------------------- | ------------ | ------------ | -------- | -------- | ---- | ---- | --------- | --------- |
| Palmeiras           | 2024                | Série A             | 18           | 1            | 0                      | 0                      | 2            | 1            | 2        | 0        | —    | —    | 22        | 2         |
| Manchester City     | 2024–25             | Premier League      | 0            | 0            | 0                      | 0                      | —            | —            | 0        | 0        | 0    | 0    | 0         | 0         |
| Tổng cộng sự nghiệp | Tổng cộng sự nghiệp | Tổng cộng sự nghiệp | 18           | 1            | 0                      | 0                      | 2            | 1            | 2        | 0        | 0    | 0    | 22        | 2         |

1. ↑  Bao gồm Campeonato Paulista
2. ↑  Bao gồm Copa do Brasil và FA Cup
3. ↑  Ra sân tại Copa Libertadores

## Danh hiệu

### Cá nhân
- Đội hình xuất sắc nhất năm Cúp Mesa Redonda: 2024